# Elio Scardamaglia
Elio Scardamaglia (Amelia, 27 luglio 1920 – Londra, 16 marzo 2001) è stato un produttore cinematografico e regista italiano.

## Biografia
È il fondatore della Leone Film, casa produttrice di film tra i quali El Desperado, Arizona Colt, Chissà perché... capitano tutte a me, Bomber, Lo chiamavano Bulldozer e Uno sceriffo extraterrestre... poco extra e molto terrestre. Ha diretto un unico film, nel 1966, La lama nel corpo, sotto lo pseudonimo Michael Hamilton.

## Filmografia parziale

### Produttore
- Moglie e buoi..., regia di Leonardo De Mitri (1956)
- Il vedovo, regia di Dino Risi (1959)
- Maciste l'eroe più grande del mondo, regia di Michele Lupo (1963)
- La vendetta di Spartacus, regia di Michele Lupo (1964)
- La lama nel corpo, regia di Elio Scardamaglia (1966)
- Arizona Colt, regia Michele Lupo (1966)
- El Desperado, regia di Franco Rossetti (1967)
- Quella sporca storia nel West, regia di Enzo G. Castellari (1968)
- I clowns, regia di Federico Fellini (1970)
- A mezzanotte va la ronda del piacere, regia di Marcello Fondato (1975)
- Lo chiamavano Bulldozer, regia di Michele Lupo (1978)
- Uno sceriffo extraterrestre... poco extra e molto terrestre, regia di Michele Lupo (1979)
- Chissà perché... capitano tutte a me, regia di Michele Lupo (1980)
- Bomber, regia di Michele Lupo (1982)

### Regista
- La lama nel corpo, regia con lo pseudonimo Michael Hamilton (1966)